# The Loneliest Time
The Loneliest Time – szósty album studyjny kanadyjskiej piosenkarki Carly Rae Jepsen, wydany 21 października 2022 roku nakładem 604 Records, School Boy Records i Interscope Records.

## Historia
Przed wydaniem płyty ukazały się single „Western Wind”, „Beach House”, „Talking to Yourself” i „The Loneliest Time” w duecie z Rufusem Wainwrightem. Później wydany został też teledysk do „Surrender My Heart”. Wydawnictwo zebrało pozytywne recenzje i osiągnęło umiarkowany sukces na listach prebojów.
Płyta promowana była trasą koncertową o nazwie The So Nice Tour od września 2022 do marca 2023. Trasa objęła Amerykę Północną, Wyspy Brytyjskie, Australię i Japonię. Rok po premierze płyty Jepsen wydała album The Loveliest Time, zawierający niewydane wcześniej piosenki powstałe w trakcie tych samych sesji nagraniowych.

## Lista utworów
Wersja podstawowa
1. „Surrender My Heart” – 2:48
2. „Joshua Tree” – 2:29
3. „Talking to Yourself” – 2:53
4. „Far Away” – 2:59
5. „Sideways” – 2:16
6. „Beach House” – 2:30
7. „Bends” – 3:15
8. „Western Wind” – 3:45
9. „So Nice” – 3:39
10. „Bad Thing Twice” – 3:13
11. „Shooting Star” – 3:19
12. „Go Find Yourself or Whatever” – 4:44
13. „The Loneliest Time” (oraz Rufus Wainwright) – 4:34

Bonusy na wersji cyfrowej
14. „Anxious” – 2:57
15. „No Thinking Over the Weekend” – 4:42
16. „Keep Away” – 4:02

## Pozycje na listach
| Kraj                               | Pozycja |
| ---------------------------------- | ------- |
| Australia (ARIA Charts)            | 62      |
| Belgia (Ultratop Walonia)          | 180     |
| Hiszpania (Promusicae)             | 94      |
| Irlandia (IRMA)                    | 61      |
| Japonia (Oricon)                   | 52      |
| Kanada (Billboard Canadian Albums) | 18      |
| Nowa Zelandia (Recorded Music NZ)  | 37      |
| Stany Zjednoczone (Billboard 200)  | 19      |
| Wielka Brytania (UK Albums Chart)  | 16      |